# Stefano Paz
Stefano Paz (* 8. September 1995) ist ein peruanischer Leichtathlet, der sich auf den Diskuswurf spezialisiert hat.

## Sportliche Laufbahn
Erste Erfahrungen bei internationalen Meisterschaften sammelte Stefano Paz im Jahr 2012, als er bei den Jugendsüdamerikameisterschaften in Mendoza mit einer Weite von 48,44 m mit dem 1,5-kg schweren Diskus den sechsten Platz belegte. Im Jahr darauf erreichte er bei den Jugeos Bolivarianos in Trujillo mit 44,12 m Rang neun und 2015 belegte er bei den Südamerikameisterschaften in Lima mit 41,36 m den siebten Platz. Im Jahr darauf wurde er bei den U23-Südamerikameisterschaften ebendort mit 45,82 m Achter und 2018 klassierte er sich bei den Ibero-Amerikanischen Meisterschaften in Trujillo mit 47,13 m auf dem vierten Platz. 2019 belegte er bei den Südamerikameisterschaften in Lima mit 45,24 m den siebten Platz und 2021 erreichte er bei den Südamerikameisterschaften in Guayaquil mit 48,48 m Rang acht.
In den Jahren 2014 und von 2019 bis 2021 wurde Paz peruanischer Meister im Diskuswurf.